# Macasinia
Macasinia es un género de polillas tortrícidas categorizado en la tribu Polyorthini, de la subfamilia Chlidanotinae. Fue descrito por Józef Razowski y J. W. Brown en 2004.

## Especies
- Macasinia chorisma Razowski y J. W. Brown, 2004
- Macasinia furcata Razowski y Pelz, 2001
- Macasinia minifurcata Razowski y Becker, 2002
- Macasinia mirabilana Razowski y Becker, 2002
- Macasinia vilhena Razowski y Becker, 2007